# Нійнья
Ні́йнья (ест. Niinja küla) — село в Естонії, у волості Ляене-Ніґула повіту Ляенемаа.

## Населення
Чисельність населення на 31 грудня 2011 року становила 21 особу.

## Історія
До 21 жовтня 2017 року село входило до складу волості Мартна.